# José Martínez Torres
José Martínez Torres (n. Ciudad de México, 1955) es un escritor, poeta, académico, investigador y traductor mexicano cuya obra ha sido reconocida con varios galardones nacionales e internacionales, entre ellos el Premio Nacional de Novela José Rubén Romero en 1993.

## Biografía
Martínez Torres nació en la Ciudad de México en 1955 y obtuvo su doctorado en Letras en la Facultad de Filosofía y Letras de la Universidad Nacional Autónoma de México. Recibió la beca Salvador Novo en 1978 y la del Centro Mexicano de Escritores en 1982. A finales de la década de 1980 se mudó a Tuxtla Gutiérrez, Chiapas, donde trabaja como profesor e investigador del Departamento de Estudios Literarios de la Universidad Autónoma de Chiapas. Sus principales líneas de investigación son: Literatura mexicana del siglo XX y Rescate documental de textos literarios publicados en Chiapas en el siglo XX. Es miembro del Sistema Nacional de Investigadores del Consejo Nacional de Ciencia y Tecnología.
Ha publicado artículos en revistas académicas de filología y ha colaborado con textos y artículos para diferentes medios impresos como: Casa del Tiempo, El Nacional, La Jornada y Revista Mexicana de Cultura. Además ha trabajado como guionista, redactor, editor y periodista cultural.

## Premios y reconocimientos
Entre otros reconocimientos, Martínez Torres recibió el Premio de Novela Ciudad de Alcorcón (1986) en Madrid; el Premio Nacional de Novela José Rubén Romero (1993) por La isla en el lago, otorgado por el Gobierno del Estado de Michoacán y el Instituto Nacional de Bellas Artes (INBA); y el Premio Rosario Castellanos (2000) por El diario de la Riva.

## Obras
Entre sus obras se encuentran:

### Crítica
- El caracol y la rosa (2002)
- Un tapiz ricamente urdido: artículos y ensayos literarios (2010)
- Opacidad y transparencia: la primera narrativa de Carlos Fuentes ante la crítica (2010)
- Una ciudad llena de fantasmas: estudios sobre Joaquín Vásquez Aguilar (2012)  —coordinador—
- Borges interactivo (2014)

### Crónica
- Chiapas: crónica de dos tiempos (1998)

### Ensayo
- Tributo de quema. Historia de piratas (1992)
- El Rey en Acala. La historia verdadera de José Alfredo Jiménez en Chiapas (2010)

### Novela
- La isla en el lago (1994)
- El diario de la Riva (2001)

### Poesía
- Los números rojos (1980)
- La flecha en el aire (2005)

### Antología
- Lugar de encuentro. Ensayos críticos sobre poesía mexicana actual (1987)